# Xanthostigma
Xanthostigma är ett släkte av halssländor som beskrevs av Navás 1909. Xanthostigma ingår i familjen ormhalssländor.
Kladogram enligt Catalogue of Life och Dyntaxa:
| Xanthostigma | \| \| Xanthostigma aloysianum \| \| \| \| \| \| Xanthostigma corsicum \| \| \| \| \| \| Xanthostigma gobicola \| \| \| \| \| \| Xanthostigma xanthostigma \| \| \| \| \| \| Xanthostigma zdravka \| \| \| \| |
|              | \| \| Xanthostigma aloysianum \| \| \| \| \| \| Xanthostigma corsicum \| \| \| \| \| \| Xanthostigma gobicola \| \| \| \| \| \| Xanthostigma xanthostigma \| \| \| \| \| \| Xanthostigma zdravka \| \| \| \| |
|              | Africoraphidia |
|              | |
|              | Agulla |
|              | |
|              | Alena |
|              | |
|              | Atlantoraphidia |
|              | |
|              | Calabroraphidia |
|              | |
|              | Dichrostigma |
|              | |
|              | Harraphidia |
|              | |
|              | Hispanoraphidia |
|              | |
|              | Iranoraphidia |
|              | |
|              | Italoraphidia |
|              | |
|              | Mauroraphidia |
|              | |
|              | Mongoloraphidia |
|              | |
|              | Ohmella |
|              | |
|              | Ornatoraphidia |
|              | |
|              | Parvoraphidia |
|              | |
|              | Phaeostigma |
|              | |
|              | Puncha |
|              | |
|              | Raphidia |
|              | |
|              | Raphidilla |
|              | |
|              | Subilla |
|              | |
|              | Tadshikoraphidia |
|              | |
|              | Tauroraphidia |
|              | |
|              | Tjederiraphidia |
|              | |
|              | Turcoraphidia |
|              | |
|              | Ulrike |
|              | |
|              | Venustoraphidia |
|              | |
|              | Xanthostigma aloysianum |
|              | |
|              | Xanthostigma corsicum |
|              | |
|              | Xanthostigma gobicola |
|              | |
|              | Xanthostigma xanthostigma |
|              | |
|              | Xanthostigma zdravka |
|              | |

|  | Xanthostigma aloysianum   |
|  |                           |
|  | Xanthostigma corsicum     |
|  |                           |
|  | Xanthostigma gobicola     |
|  |                           |
|  | Xanthostigma xanthostigma |
|  |                           |
|  | Xanthostigma zdravka      |
|  |                           |

## Bildgalleri

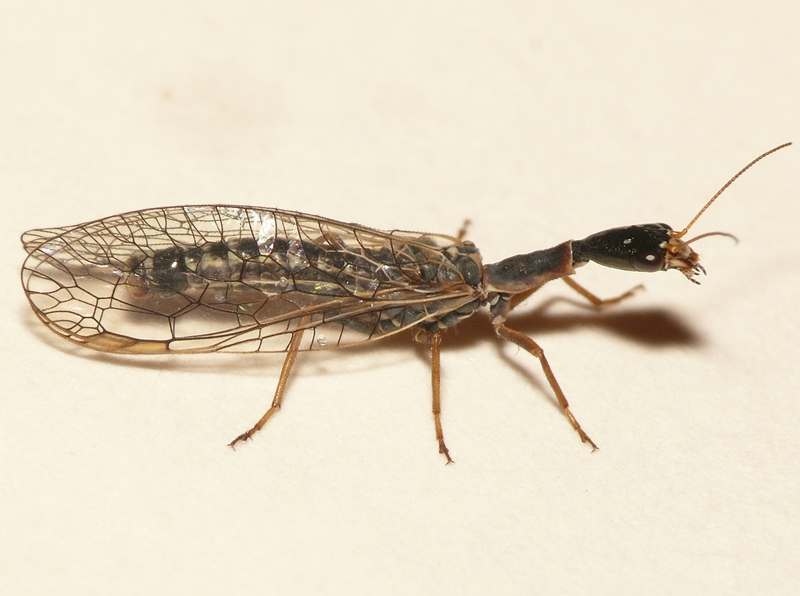